# باسكال أنغان
باسكال أنغان (بالفرنسية: Pascal Angan)‏ (19 أبريل 1986 ساحل العاج - ) هو لاعب كرة قدم بنيني، يلعب كلاعب وسط.

## روابط خارجية
- باسكال أنغان على موقع الاتحاد الدولي (مؤرشف)  (الإنجليزية)
- باسكال أنغان على موقع قاعدة بيانات كرة القدم.إي يو (الإنجليزية)
- باسكال أنغان على موقع ناشيونال فوتبول تيمز (الإنجليزية)
- باسكال أنغان على موقع Soccerway.com (الإنجليزية)
- باسكال أنغان على موقع عالم كرة القدم.نت (الإنجليزية)